# 黃玉堂 (印度)
黃玉堂（Nelson Wang；1950年—），加爾各答出身，是一位印度籍華裔廚師、孟買中國花園餐廳創辦人。他也是印式中餐中的名菜满洲鸡（"Chicken Manchurian"）的發明者。

## 早年生活
黃玉堂出生於加爾各答。他是一位移民印度的中國華人的兒子。然而，在他出生後不久，他的父親就過世了，之後由他的母親把他送到寄養家庭。他的養父曾是一個廚師，黃玉堂在這裡找到自己對於烹飪的熱情。

## 早年職業
1974年，黃玉堂來到孟買，此時的他口袋裡只有27元的印度盧比 。他的第一份工作是在Colaba的一個小餐館。他也打過許多種零工，包括作為limbo dancer的舞者，他聲稱已經非常熟練了。
根據他自己的介紹，他曾是印度板球俱樂部的廚師。1975年，一位客戶要求他做一個跟菜單不一樣的新菜。

他開始從印度菜的基本食材中考慮，比如：切碎的大蒜、生薑、綠辣椒，但不添加葛拉姆马萨拉，取而代之的是放入醬油，其次放入玉米粉跟雞肉，其結果就是現在著名的满洲鸡（Chicken Manchurian）。

## 中國花園餐廳
1983年，黃玉堂結束了自己在印度板球俱樂部廚師的工作，開始創立一間自己的餐廳「中國花園」。他的餐廳在孟買精英階層間受到歡迎，而且得到各種獎項，被名為「印度最好的餐廳」。

## 外部連結
- China Garden （页面存档备份，存于）, 黃玉堂的餐廳